# Karol Dittrich jr.
Karol Dittrich jr (ur. 3 października 1853 w Krasnej Lipie, zm. 17 kwietnia 1918 w miejscowości Weisser Hirsch k. Drezna) – niemiecki przemysłowiec, twórca potęgi żyrardowskiej fabryki lnu, jedna z najwybitniejszych postaci w historii Żyrardowa.
Karol Dittrich jr był synem ewangelickiego przemysłowca Karola Augusta Dittricha. Zdobył staranne wykształcenie techniczne na Politechnice Drezdeńskiej, następnie odbywał praktykę w tkalni Netta Ogdena w Anglii; jeszcze za życia ojca, na przełomie lat siedemdzisiątych i osiemdziesiątych przejął faktyczne kierownictwo nad zakładami żyrardowskimi. 

## Zarządzanie fabryką
W 1885 roku doprowadził do przekształcenia zakładów w Towarzystwo Akcyjne Zakładów Żyrardowskich Hielle i Dittrich. W okresie pełnienia funkcji zarządcy towarzystwa akcyjnego doprowadził do realizacji bardzo ważnych inwestycji, tak fabrycznych, jak i komunalnych (budowa kościołów, założenie cmentarza  katolickiego i ewangelickiego, budowa wielkiej przędzalni, elektrowni, budynków administracyjnych i szpitala). Okres  jego rządów wiązał się z bardzo dużym napływem ludności, w tym znacznej liczby obcokrajowców: Niemców, Szkotów, Włochów, Rosjan a przede wszystkim robotników z Czech.
Dzięki staraniom Karola Dittricha zapewniono pracownikom fabryki wszystkich szczebli relatywnie wysoki standard życia. Utworzono zaplecze dla realizacji działań kulturalnych (sala teatralna w Resursie, muszla koncertowa, kręgielnia) oraz edukacyjnych (Kantoratschule kształcąca biuralistów na potrzeby fabryki z wykładowym językiem niemieckim, szkoły powszechne elementarne).

## Działalność kulturalna i charytatywna
Z jego inicjatywy powstała biblioteka powszechna Biblioteka Fabryczna. Zajmował się także mecenatem artystycznym i kulturalnym, fundując stypendia dla uzdolnionej młodzieży z Krasnej Lipy i z Żyrardowa. W latach 1903–1908 Dittrich finansował studia Pawła Hulki-Laskowskiego na Uniwersytecie w Heidelbergu. Nadwornym malarzem Dittrichów był August Frind urodzony w Krasnej Lipie, którego dziełem są między innymi obraz ołtarzowy w kościele pw. św. Karola Boromeusza oraz portret Karola Augusta Dittricha i Karola Hielle w willi reprezentacyjnej w parku miejskim. Park ten nosi nazwę Karola Dittricha.
Wraz z siostrami założył fundację imienia swojego ojca, która zapewniała zasłużonym pracownikom zakładów lniarskich oprocentowane książeczki oszczędnościowe, pod warunkiem, że robotnik będzie systematycznie odkładał na niej 3 procent swojego miesięcznego zarobku; wkład książeczek oszczędnościowych wnoszony przez fabrykę wynosił 50 rubli, a za oszczędzanie fabryka dodawała kwotę równowartą 3 procentom pensji. 
W 1899 roku Karol Dittrich jr sprzedał swoje udziały w Towarzystwie Akcyjnym Zakładów Żyrardowskich; uzyskane ze sprzedaży akcji pieniądze (686 334 rb) postanowił przeznaczyć na cele dobroczynne oraz na nagrody dla najbardziej zasłużonych pracowników fabryki. Darowizna wyniosła ostatecznie 800 000 rb i przeznaczona została w całości dla pracowników Towarzystwa Akcyjnego Zakładów Żyrardowskich, zarówno dla oficjalistów jak i szeregowych robotników. Największa kwota, 500 000 rb została przeznaczona na rzecz prowadzenia w Żyrardowie ochronki dla dzieci, 100 000 rb przeznaczono na wybudowanie i utrzymanie w Żyrardowie domu starców dla starych i nieuleczalnie chorych robotników, 40 000 (według innych źródeł 45 000 rb) przyznano na budowę kościoła rzymskokatolickiego w Żyrardowie, 7800 rb dostała gmina ewangelicka w Żyrardowie. Łącznie na poczet nagród dla załogi zakładów lniarskich zarezerwowano kwotę 34 234 rb, z której ufundowano 341 książeczek oszczędnościowych z wkładem 50 rb dla zasłużonych długoletnich pracowników fabryki za łączną kwotę 17 050 rb oraz nagrody: dla dozorców i majstrów na łączną kwotę 11 007 rb, dla strażaków ze straży fabrycznej na kwotę 3020 rb, dla muzyków z orkiestry fabrycznej na kwotę 1890 rb, dla 5 wdów (łącznie 120 rb); 1147 rb przeznaczono dla różnych posługujących.  Specjalne zawiadomienie z wyszczególnionymi kwotami darowizny zostało rozwieszone we wszystkich oddziałach fabrycznych bezpośrednio po pierwszych wystąpieniach robotniczych dnia 5/17 kwietnia 1899, jednakże większość robotników nie uwierzyła w ich treść, co stało się przyczyną znacznego wzrostu niepokojów społecznych w osadzie fabrycznej i doprowadziło do rozruchów.
Dla Karola Dittricha wzniesiono w 1896 r. Willę Reprezentacyjną w miejskim parku, w tzw. „kostiumie francuskim”, w której jednak nigdy na dłużej nie zamieszkał. Obecnie willa jest siedzibą Muzeum Mazowsza Zachodniego w Żyrardowie.
Pochowany w rodzinnym mauzoleum w Krasnej Lipie.